# Zoot Horn Rollo

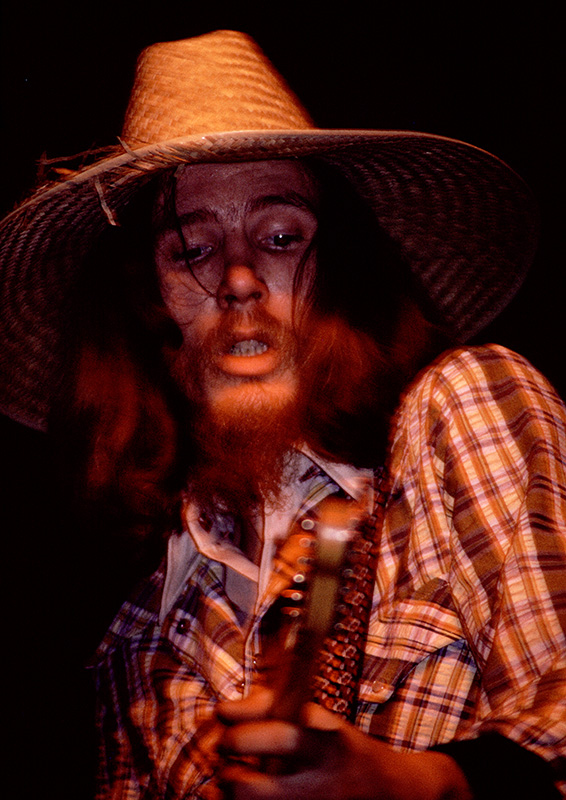
Zoot Horn Rollo tijdens een concert met de Magic Band, in 1973

Bill Harkleroad, beter bekend als Zoot Horn Rollo (Palmdale, 12 december 1948) is een Amerikaanse gitarist, die vooral bekend werd door zijn werk in de groep van Captain Beefheart, de Magic Band.

## Biografie
Harkleroad speelde als kind accordeon, maar stapte in zijn tienerjaren over op de gitaar. In Lancaster sloot hij zich met Mark Boston, eveneens een later lid van de Magic Band, aan bij een lokale band. De twee speelden daarna in de groep Blues in a Bottle, waarin ook gitarist Jeff Cotton actief was. Ook Cotton speelde later bij Captain Beefheart. In 1968 verving Harkleroad de gitarist Alex St. Claire in de Magic Band. Na verschillende albums met Beefheart te hebben opgenomen, verliet Zoot Horn Rollo met Boston en Art Tripp de Magic Band om de  groep Mallard op te richten. De groep bracht slechts twee albums uit. Na Mallard was Harkleroad nauwelijks nog actief als performer. Hij werd manager bij een platenzaak en gaf gitaarles. In 2001 bracht hij toch weer een plaat uit ('We Saw a Bozo Under the Sea') en in 2008 speelde hij gitaar op een album van John French, met wie hij in de Magic Band speelde en die ook kort betrokken was bij Mallard. 
In 2003 stond Zoot Horn Rollo op de 62e plaats in de top 100 van beste gitaristen aller tijden van het muziekblad Rolling Stone.

## Trivia
- De Engelse indie-rockband The Zutons heeft haar naam ontleend aan Zoot Horn (of: Zuton) Rollo.

## Discografie
Captain Beefheart and His Magic Band
- Trout Mask Replica, Straight (1969)
- Lick My Decalls Off, Baby, Straight (1970)
- The Spotlight Kid, Reprise (1972)
- Clear Spot, Reprise (1972)
- Unconditionally Guaranteed, Mercury/Virgin (1974)

Mallard
- Mallard, Virgin (1975)
- In a Different Climate, Virgin (1976)

Solo
- We Saw a Bozo Under the Sea, ZHR (2001)
- #1#2#3#4 (2014)